# Stefan Dedić
Stefan Dedić (...) è un ex giocatore di football americano serbo, che ha giocato nel ruolo di runningback.